# Schrot & Korn (Naturkostmagazin)
Das Kundenmagazin Schrot&Korn (bis 2015 Schrot und Korn) wird über Bioläden und Biosupermärkte verteilt und vom Bio Verlag mit Sitz in Aschaffenburg herausgegeben. Nach Verlagsangaben ist es in Deutschland „die auflagenstärkste Zeitschrift im Biobereich“. Außerdem sind die Inhalte online verfügbar.

## Geschichte
Nach der Gründung im Jahr 1979 publizierte der Verlag erste Magazine und Bücher rund um Ernährung und Nachhaltigkeit.
1985 startete Schrot&Korn mit einer Auflage von 20.000 Exemplaren als erstes Kundenmagazin der noch jungen Naturkostbranche. In den Folgejahren stieg die Nachfrage immer weiter an. Im Jahr 2000 war eine Auflage von 500.000 Exemplaren erreicht, 2020 waren es rund 850.000 Exemplare.
2024 wurde Schrot&Korn von der bio markt gmbh übernommen, die auch für die Publikation der Fachzeitschrift BioHandel, sowie das Naturkosmetik-Magazin cosmia verantwortlich ist.

## Themenspektrum
Bei Schrot&Korn dreht sich alles um Naturkost und nachhaltige Lebensweise. Dabei werden alle Facetten von Lebensmitteln beleuchtet: von der Saat über die Herstellung bis hin zu Ernährungsfragen. Im Kern geht es um Bio-Landwirtschaft, Verbraucher- und Umweltschutz sowie nachhaltigen Konsum. Außerdem liefert Schrot&Korn Rezepte und Anregungen zu einem nachhaltigen Leben.

## Transparenz, Finanzierung
Schrot und Korn gab im September 2010 bekannt, wie es sich finanziert:
1. durch Anzeigen (rund 56 Prozent des Umsatzes; zwei Drittel von Naturkost- oder Naturkosmetik-Unternehmen, der Rest aus verwandten Branchen wie Bio-Urlaub und Öko-Mode)
2. Textanzeigen in den Grünen Seiten des Heftes und „bunte“ Anzeigen ebendort (rund 18 Prozent des Umsatzes).
3. Zahlungen der Bio-Läden pro Heft (26 Prozent des Umsatzes)

## Genfood-Nein-Danke-Aktion

Logo der Aktion „Genfood Nein Danke“

Im Rahmen der Diskussion zur Änderung des Gentechnik-Gesetzes begann Schrot & Korn 2004 mit umfangreichen Info-Aktivitäten zu diesem Thema. Neben zwei Sonderteilen im Heft gründete der Verlag das Internetportal genfoodneindanke.de, um Verbraucher über Grüne Gentechnik zu informieren. Parallel unterstützt der Verlag den Informationsdienst Gentechnik, Aktionen der Verbände oder der Bauern. Klammer für alle diese Aktivitäten war das Logo „Genfood-Nein-Danke!“, eine abgeänderte Variante des Anti-Atomkraft-Logos der 1970er-Jahre.